# أرلين ديفيس
أرلين ديفيس (بالإنجليزية: Arlene Davis)‏ هي طيارة أمريكية، ولدت في 1910 في ليكوود في الولايات المتحدة، وتوفيت في 3 يوليو 1964 في كليفلاند في الولايات المتحدة.